# Demolition (álbum de Judas Priest)
Demolition es el decimocuarto álbum de estudio de la banda británica de heavy metal Judas Priest, publicado en 2001 por SPV Records para Europa y por Atlantic Records para los Estados Unidos. Es la segunda y última producción de estudio con el cantante Tim "Ripper" Owens y a su vez es la primera de toda la banda en poseer el aviso Parental Advisory.
A diferencias de Jugulator, incluyó algunos elementos del nu metal y del metal industrial lo que trajo varias críticas. Algunos medios lo tildaron como el disco más alejado de su sonido clásico pero con mejor calidad en la voz y en las melodías que su antecesor. Además, es su disco menos vendido en los Estados Unidos, ya que de acuerdo a Nielsen SoundScan hasta diciembre de 2005 sus ventas solo alcanzaban las 57 576 copias.

## Antecedentes
En marzo de 1999 la banda dio por terminado su contrato con el sello CMC International —su distribuidora para el mercado norteamericano— ya que no estaban de acuerdo con su manejo de promoción y venta de sus discos Jugulator y '98 Live Meltdown. Debido a ello a mediados del mismo año firmaron con la multinacional Atlantic Records, que le significó cancelar su participación en el festival Ozzfest como cabeza de cartel del segundo escenario, ya que las cláusulas de su contrato los obligaba a grabar un nuevo álbum lo más rápido posible.

## Grabación
A mediados del 2000 comenzaron a escribir las primeras canciones en la casa de Glenn Tipton, sin la certeza aún de donde se grabaría y quien lo produciría. En primera instancia Tipton consideró coproducirlo con Chris Tsangarides —el productor de Painkiller— pero él rechazó la propuesta debido a asuntos familiares, aun así colaboró coescribiendo las canciones «Subterfuge» y «Metal Messiah». Debido a aquello la discográfica contrató a Sean Lynch para que coproduciera el disco junto a Tipton, el mismo productor del álbum Jugulator.
El proceso de grabación y mezclado se llevó a cabo en los Silvermere Studios de Surrey en Inglaterra, donde también se grabó los sonidos de los sintetizadores y teclados creados por el músico Don Airey, sin embargo, su participación no fue acreditada. Cabe señalar que Scott Travis coescribió junto a Tipton el tema «Cyberface», que se convirtió en la primera participación de un baterista de la banda en la composición de canciones desde 1978, cuando «Les Binks» escribió junto a Rob Halford la canción «Beyond the Realms of Death». Finalmente todas las composiciones fueron masterizados en los Close to the Edge Studios de Twickenham en Inglaterra, durante los primeros meses de 2001.

## Lanzamiento y promoción
Inicialmente se publicó el 14 de julio de 2001 en Japón a través del sello JVC/Victor, que incluyó como pista exclusiva para ese mercado el tema «What's My Name». Aun así, su publicación oficial se realizó el 23 de julio en el Reino Unido y en los principales mercados europeos por el sello SPV Records. Mientras que el 31 de julio se lanzó en los Estados Unidos por medio de Atlantic Records, donde además ingresó en la lista Billboard 200 en la posición 165.
Para promocionarlo se publicó el 1 de junio del mismo año su único sencillo, «Machine Man», que llegó hasta el puesto 159 en el Reino Unido. Por su parte el 8 de junio iniciaron su gira promocional Demolition World Tour que los llevó por primera vez a Australia, Grecia, Hungría y Argentina, cuya fecha final se celebró el 25 de agosto de 2002 en Chicago.

## Portada
El 20 de abril de 2000, la banda a través de su página web ofreció la oportunidad a sus fanáticos que eligieran el título a su nuevo disco. Dentro de las sugerencias la banda escogió la palabra Demolition, ya que dicho término ejemplificaba su potencia en sus conciertos en vivo según las palabras de Tipton. Para darle énfasis a ello Mark Wilkinson a través de su estudio de diseño L-Space Design, puso una mancha de sangre sobre un fondo negro, donde se situaba el título del álbum, cuya letra o se formaba por los bordes de las consonantes m y l. Además empleó el mismo logotipo que creó para la portada de Jugulator, pero con bordes y colores más limpios.

## Lista de canciones
| N.º | Título            | Escritor(es)        | Duración |  |
| 1.  | «Machine Man»     | Tipton              | 5:35     |  |
| 2.  | «One on One»      | Downing, Tipton     | 6:44     |  |
| 3.  | «Hell is Home»    | Downing, Tipton     | 6:18     |  |
| 4.  | «Jekyll and Hyde» | Tipton              | 3:19     |  |
| 5.  | «Close to You»    | Downing, Tipton     | 4:28     |  |
| 6.  | «Devil Digger»    | Tipton              | 4:45     |  |
| 7.  | «Bloodsuckers»    | Downing, Tipton     | 6:18     |  |
| 8.  | «In Between»      | Tipton              | 5:41     |  |
| 9.  | «Feed on Me»      | Tipton              | 5:28     |  |
| 10. | «Subterfuge»      | Tipton, Tsangarides | 5:12     |  |
| 11. | «Lost and Found»  | Downing, Tipton     | 4:57     |  |
| 12. | «Cyberface»       | Tipton, Travis      | 6:45     |  |
| 13. | «Metal Messiah»   | Tipton, Tsangarides | 5:14     |  |

| Pista adicional solo para Japón |                  |                        |          |  |
| N.º                             | Título           | Escritor(es)           | Duración |  |
| 14.                             | «What's My Name» | Tipton, Downing, Owens | 3:45     |  |

| Pistas adicionales en edición Digipak |                                                                  |                          |          |  |
| N.º                                   | Título                                                           | Escritor(es)             | Duración |  |
| 1.                                    | «Rapid Fire» ('98 version)                                       | Halford, Downing, Tipton | 3:53     |  |
| 2.                                    | «The Green Manalishi (With the Two Pronged Crown)» ('98 version) | Peter Green              | 4:09     |  |

## Músicos
- Tim Owens: voz
- Glenn Tipton: guitarra eléctrica
- K.K. Downing: guitarra eléctrica
- Ian Hill: bajo
- Scott Travis: batería
- Don Airey: sintetizador y teclados (músico de sesión, no acreditado)